# Velódromo de Hachioji
El velódromo de Hachiōji (八王子自転車競技場, Hachiōji Jitenshakyōgijō en japonés) fue un recinto temporal de los Juegos Olímpicos de Tokio 1964 y ahí ocurrieron los eventos de ciclismo. Se ubicaba en la zona de Hachiōji de la capital japonesa. Fue desmantelado para construir el Parque Ryonan, un espacio público.

## Antecedentes
Antes de los juegos olímpicos, no existían instalaciones en Tokio para la práctica amateur del ciclismo, y para ello se usaban instalaciones profesionales. Y dichas instalaciones no eran adecuadas para los estándares olímpicos, por lo que se decidió construir una estructura temporal nueva.

## Construcción
El velódromo fue construido entre marzo y abril de 1964 en los terrenos de Ryonan en Nagafusa, Hachiōji, una ciudad localizada dentro de Tokio, a 40 kilómetros del centro de la ciudad. Se decidió esa ubicación por estar cercana a los puntos de inicio y de final del trayecto elegido usado para el ciclismo de pista. Además del velódromo se construyó una villa especial para las y los ciclistas, debido a que la ubicación del velódromo y el circuito del ciclismo de pista hubiera quedado a 70 kilómetros de la Villa Olímpica de Yoyogi. La pista fue hecha finalmente de ferroconcreto con estructura de acero, sin cortes.
La arquitectura fue del despacho Ito Kisaburo Architectural Institute y la obra de la compañía Inoue Kogyo.

## Especificaciones
Tuvo 4122 butacas para igual número de espectadores. La superficie total del terreno fue de 3 253 metros cuadrados, y los edificios de 2 385 metros cuadrados. La pista fue hecha de tubos de acero y la construcción con acero reforzado. La parte recta de la pista fue de 7 428 metros y las curvas de 400, con un peralte de 15 grados en las mismas.
Además de las gradas, se construyó un pedestal para fotografías, un reloj, un tablero electrónico y un pasaje subterráneo al centro de la pista, instalaciones para vestidores, consultorios médicos y oficinas para los jueces.